# Lydney
Lydney – miasto w Wielkiej Brytanii, w Anglii w hrabstwie Gloucestershire, położone na północnym brzegu rzeki Severn w pobliżu lasu Forest of Dean. 

## Atrakcje turystyczne
W pobliżu miasta znajduje się park z zespołem świątynnym celtycko-brytyjskiego boga Nodensa, zestawianego z kilkoma bóstwami rzymskimi. Miejsce odkryte podczas wykopalisk archeologicznych w latach 1928-29 przez Tessę i Mortimera Wheelera, którzy ustalili jego powstanie na okres po roku 364 n.e. Z parku (czynny dla zwiedzających jedynie wiosną) rozciąga się widok na dolinę rzeki Severn.
W mieście stacja początkowa zabytkowej kolei parowej w głąb Forest of Dean, do Parkend. 

## Miasta partnerskie
- Bréhal